# Kurt Hasse
Kurt Hasse (Mainz, 7 de fevereiro de 1907 - 9 de janeiro de 1944) foi um ginete alemão, especialista em saltos, campeão olímpico. 

## Carreira
Kurt Hasse representou seu país nos Jogos Olímpicos de Verão de 1936, na qual conquistou a medalha de ouro nos saltos por equipes e individual.